# Bezirk Karl-Marx-Stadt
Het district Karl-Marx-Stadt, soms afgekort als KMS, was een van de 14 Bezirke (districten) van de Duitse Democratische Republiek (DDR). Het was het district met de grootste bevolking en de hoogste bevolkingsdichtheid. Het omvatte het merendeel van het Duitse deel van het Ertsgebergte en het Vogtland en grensde aan Tsjechoslowakije (tegenwoordig de Tsjechische Republiek).
Het district Karl-Marx-Stadt werd onder de naam district Chemnitz op grond van de DDR-wet van 23 juli 1952 bij de afschaffing van de deelstaten gevormd door de wet van 25 juli 1952 van de deelstaat Saksen waarmee Saksen zich opdeelde in de districten Chemnitz, Dresden en Leipzig.
Op 10 mei 1953 kreeg de hoofdstad Chemnitz de naam Karl-Marx-Stadt. Ook het district kreeg toen die naam.
Nog voor de hereniging met de Bondsrepubliek in 1990 kreeg de hoofdstad, na een volksstemming, op 1 juni haar naam Chemnitz terug en kreeg ook het district de oude naam terug. Op 3 oktober 1990 ging het district op in de heropgerichte deelstaat Saksen.
Bezirke: Cottbus · Dresden · Erfurt · Frankfurt · Gera · Halle · Karl-Marx-Stadt · Leipzig · Magdeburg · Neubrandenburg · Potsdam · Rostock · Schwerin · Suhl

Overig gebied: Oost-Berlijn